# مهدی صارمی نژاد

مهدی صارمی نژاد روانشناس شیراز

مهدی صارمی نژاد متولد 1365، روانشناس بالینی (مشاور) ، روان درمانگر و روانکاو در شیراز می باشد.
حوزه‌های تخصصی او شامل درمان اضطراب، افسردگی، اختلالات شخصیت و زوج‌درمانی می‌شود. وی در کار درمانی خود از رویکردهای علمی مانند درمان شناختی-رفتاری (CBT) و واقعیت‌درمانی بهره می‌گیرد.
او تحصیلات خود را در زمینه های آسیب شناسی اجتماعی،مشاوره، روانشناسی بالینی ادامه داده و از سال 1389 به صورت حرفه ای در این حیطه مشغول به فعالیت می باشد.

## سوابق پژوهشی
تا کنون چندین مقاله در زمینه زوج درمانی، یادگیری،روانشناسی اکت از او منتشرشده است.

mehdi sareminezhad-مهدی صارمی نژاد

## کتاب ها
تاکنون دو کتاب او با نام های "دیدار قلب ها" و "جذابیت و نفوذ در دیگران" توسط انتشارات ایلاف در ایران منتشر شده اند.

مهدی صارمی نژاد